# Dialectes del grec antic
Els dialectes del grec antic cal situar-los en l'Antiguitat clàssica, abans de l'adveniment del dialecte koiné com a lingua franca de la civilització hel·lenística. El grec antic es dividia en diverses variants geogràfiques. De la mateixa manera, el grec modern també es divideix en diversos dialectes, la majoria descendents del koiné.

## Origen i cronologia
- El dialecte més antic conegut del grec és el micènic, que va ser reconstruït a partir de les tauletes escrites en Lineal B, fetes per la Civilització micènica, que va habitar Grècia en l'edat del bronze tardana, durant la fi del segon mil·lenni abans de la nostra era. La distribució clàssica dels dialectes es dona per les migracions ocorregudes a l'inici de l'edat del ferro -també coneguda com a Edat fosca grega, perquè l'escriptura va desaparéixer fins a l'adaptació de l'alfabet fenici, alguns segles més tard- després del col·lapse de la Civilització micènica. Alguns parlants de micènic es traslladaren a Xipre, mentre altres van romandre a l'interior, a l'Arcàdia, i donaren origen al dialecte arcadoxipriota. Aquest és l'únic dialecte amb un precedent conegut a l'edat del bronze; els altres dialectes segurament van tenir formes anteriors a les conegudes, però la seua relació amb el micènic encara no s'ha establert pas.

- L'eòlic es dividia en tres subdialectes: un, lèsbic, parlat a l'illa de Lesbos i a la costa occidental d'Àsia Menor, al nord d'Esmirna, mentre els altres dos, el beoci i el tessali, eren parlats al nord-est de Grècia continental (a Beòcia i a Tessàlia, respectivament).
- La invasió dòrica difongué el grec dòric d'un lloc hipotètic del nord-oest de Grècia fins a la costa del Peloponés, i el dugué a llocs tan diversos com Esparta, Creta i l'extrem sud de la costa occidental d'Anatòlia. El dòric es va convertir en el patró per a la poesia lírica grega, d'autors com ara Píndar. El grec del nord-oest, de tant en tant classificat com un dialecte independent, se sol veure amb relacions estretes amb el dòric.
- El macedònic antic, alguns estudiosos i autors el consideren un dialecte grec, possiblement relacionat amb el dòric o amb el grec del nord-oest; encara, però, es qüestiona si el macedoni era un idioma separat, tot i emparentat amb el grec, o fins i tot una llengua indoeuropea que s'assemblava al grec per la posició geogràfica de Macedònia.
- El jònic es parla especialment a la costa oest d'Anatòlia, fins i tot a Esmirna i a l'àrea del sud de la ciutat. La Ilíada i l'Odissea d'Homer van ser escrites en el grec homèric (també conegut com a "grec èpic"), una versió primitiva del grec oriental. El grec àtic, un subdialecte (o dialecte germà) del jònic, fou durant segles la llengua d'Atenes, en què s'escrigueren grans obres de la filosofia i dramatúrgia que van ajudar a fer cèlebre aquesta ciutat. A causa d'aquesta influència, l'àtic s'adoptà a Macedònia poc abans de les conquestes d'Alexandre el Gran; amb la difusió de l'hel·lenisme, l'àtic esdevingué el dialecte patró, que va acabar per evolucionar i convertir-se en el koiné.

### Autors
Entre alguns dels autors més significatius de cadascun dels dialectes hi ha Tucídides, per a l'àtic, Heròdot i Arquíloc de Paros per al jònic, Alcmà i Íbic de Regi per al dòric, Safo i Alceu per a l'eòlic (lèsbic), Corinna de Tanagra per al beoci. El tessàlic i el arcadoxipriota mai no es van convertir en dialectes literaris, i només són coneguts per inscripcions i, fins a un cert punt, per les paròdies còmiques d'Aristòfanes. El grec èpic és una barreja d'eòlic, dòric i aticojònic, d'acord amb Dió Crisòstom; els elements suposadament "dòrics", però, no són tinguts actualment com a tal, i sí com a arcaismes dins l'eòlic.

### Grups
Els dialectes del grec parlats en l'Antiguitat clàssica són agrupats de manera una mica diferent per les diferents autoritats. El pamfili és un dialecte marginal parlat a Anatòlia i acostuma a ser deixat fora de les categories. El micènic fou desxifrat al 1952 i, per tant, no consta en els esquemes anteriors a aquesta data.
| Nord-oest, sud-est             | Ernst Risch, Museum Helveticum (1955): - Grec septentrional - Dòric/grec del nord-oest - Eòlic - Pamfílic? - Grec meridional - Jònic/arcadoxipriota/micènic | Alfred Heubeck: - Grup del nord-oest - Dòric/grec del nord-oest - Eòlic? - Grup del sud-est - Jonicoàtic - Arcadoxipriota |
| Occidental, Central, Oriental  | A. Thumb, E. Kieckers, Handbuch der griechischen Dialekte (1932): - Grec occidental - Dialectes dòrics - dialecte d'Acaia - dialecte d'Èlide - Grec del nord-oest - Grec central - Eòlic - Beoci - Tessàlic - Lèsbic - Arcadoxipriota - Grec oriental - Jònic - Àtic - Pamfílic | W. Porzig, Die Gliederung des indogermanischen Sprachgebiets (1954): - Grec occidental - Grec del nord-oest - Dòric - Eòlic - Grec oriental - Jonicoàtic - Arcadoxipriota |
| Grego oriental Grego ocidental | C. D. Buck, The Greek Dialects (1955): - Grec oriental - Grup aticojònic - Àtic - Jònic - Jònic oriental - Jònic central - Jònic ocidental ou eubeu - Grup arcadoxipriota - Arcàdic - Xipriota - Pamfílic - Grup eòlic - Lèsbic - Tessàlic - Beoci - Grec occidental - Grup del grec del nord-oest - Foci (inclòs el dèlfic) - Locri - Eleata - Koiné del nord-oest grego - Grupo dòric - Lacònic i heracleense - Messènic - Megàric - Corinti - Argòlida - Rodi - Coà - Terà i cirenaic - Cretenc - Dòric sicilià | C. D. Buck, The Greek Dialects (1955): - Grec oriental - Grup aticojònic - Àtic - Jònic - Jònic oriental - Jònic central - Jònic ocidental ou eubeu - Grup arcadoxipriota - Arcàdic - Xipriota - Pamfílic - Grup eòlic - Lèsbic - Tessàlic - Beoci - Grec occidental - Grup del grec del nord-oest - Foci (inclòs el dèlfic) - Locri - Eleata - Koiné del nord-oest grego - Grupo dòric - Lacònic i heracleense - Messènic - Megàric - Corinti - Argòlida - Rodi - Coà - Terà i cirenaic - Cretenc - Dòric sicilià |

### Problemes de les agrupacions
Els dialectes o variants geogràfiques del grec es defineixen com a grups distintius de trets lingüístics; aquests trets, individualment, són rarament distintius, i els comparteixen altres dialectes diferents. La selecció dels grups és, per tant, fins a un cert punt arbitrària; els lingüistes que defineixen el grup, però, solen començar-ne les classificacions a partir d'un lloc geogràfic amb un centre precís, com ara Àtica i Atenes.
Els mateixos grecs antics reconeixien una diferència entre el dòric i l'atenés, i fins a un cert punt cada ciutat principal tenia una manera pròpia i identificable de parlar.
L'existència dels dialectes grecs no pot ser explicada únicament per la "teoria dels nòduls", ni sols per la "teoria de les ones". Un autor dels qui en van proposar la primera, Leonard Bloomfield, en digué:
"De tant en tant, per a tenir-se'n certesa, la història ens mostra una fragmentació sobtada … Una d'aquestes fragmentacions ocorre quan part d'una comunitat emigra."
En la teoria dels nòduls, es pensa que la població originària, o "nòdul", que parla un idioma ancestral de tots els dialectes subsegüents, ha existit, o la seua existència s'ha demostrat. El nòdul dels dialectes grecs seria el protogrec, però a penes s'ha pogut reconstruir. Els candidats més forts per a la teoria del nòdul serien el grec occidental i l'oriental, que es reconeixien en l'època antiga com a diferències geogràfiques significatives.
En la teoria de les ones, definida per Johannes Schmidt el 1872,
"Diferents canvis lingüístics es poden difondre com ones sobre l'àrea d'una manera de parlar…."
La major part de les característiques individuals són isoglosses, és a dir, un mapa que mostra només un tret comprén més que el camp d'un nòdul. Els lingüistes, per això, se sentiren amb llibertat per a definir el grup d'isoglosses que els semblava més escaient per a agrupar els antics grups de parlants, d'acord amb els seus documents i creences.

### Canvis sonors que van dur a la dialectalització
Els dialectes grecs antics eren primordialment fonèmics i vocàlics, és a dir, eren reconeguts sobretot per les diferències respecte a les vocals. Aquestes diferències ocorrien com resultat de la pèrdua de la s intervocàlica, i de la i el w consonàntic del protogrec; aquesta pèrdua provocà la justaposició de dos fonemes vocàlics, una circumstància coneguda com a "col·lisió de vocals". Per motius desconeguts, els parlants del grec veien dues vocals juntes com alguna cosa inapropiada, i amb el temps alteraren la pronúncia per a evitar-ho; la manera amb què ho feren determinà el seu dialecte.
Per exemple, la paraula per a designar Posidó, déu del mar, independent de la cultura i lloc d'on venia, venia d'una forma prehistòrica Poseidāwōn, genitiu Poseidāwonos, datiu Poseidāwoni, etc. La pèrdua del w intervocàlic dugué a Poseidāōn, que es troba tant en grec micènic com en l'èpic. El jònic el canvia en i: Poseideōn, mentre l'àtic el contreu en Poseidōn. Entre les dialectalitzacions afegides. hi ha el corinti Potedāwoni, i posteriorment Potedāni i Potedān; el beoci Poteidāoni; i el cretenc, rodi i dèlfic Poteidān; lèsbic eòlic Poseidān; arcadi Posoidānos; lacònic Pohoidān. A partir dels dialectes, es pot percebre fàcilment que aquestes isoglosses no segueixen cap tipus d'estructura nodular.
L'objectiu inconscient d'aquests canvis sembla sobretot la creació d'un fonema a partir de dos, un procés anomenat contracció si se'n crea tercer fonema; o hifèresi ("sostracció o resta") si un fonema cau i els altres es mantenen. De tant en tant els dos fonemes es mantenen, o són mantinguts i modificats, com en el Poseideōn de la variant jònica.
Un altre principi de la dialectalització vocàlica segueix la sèrie de l'apofonia indoeuropeu, o graduació vocàlica. El protoindoeuropeu podia tant alternar la e (grau e) com la o (grau o), o no utilitzar-ne cap (grau zero); així mateix, el grec va heretar la sèrie (per exemple) ei, oi, i, que són, respectivament, el grau e, o i zero del diftongo. Podien aparéixer en diferents formes verbals: leipo '[jo] partisc", leloipa '[jo] vaig haver partit', elipon '[jo] vaig partir', o ser emprats com a base de la dialetalització: en l'àtic deiknumi '[jo] apunte", és diknumi en cretenc.

## Posthel·lenisme
Els dialectes del grec antic eren resultats d'isolació i deficiències en la comunicació entre les diferents comunitats que vivien en el terreny irregular i accidentat de Grècia; cap historiador grec pot deixar d'indicar aquesta influència del relleu en l'evolució de les ciutats estat gregues. Sovint, en l'evolució d'un idioma, la dialectalització deriva en l'eventual separació en diferents llengües filles; aquesta fase no succeí en el grec, i els dialectes se substituïren pel grec patró. L'augment de la població i de la comunicació situà els parlants de regions distintes en contacte més proper, i els va unir sota les mateixes autoritats; el grec àtic esdevingué l'idioma literari en tota l'àrea:
"… molt de temps després que l'àtic s'hagués convertit en la norma de la prosa literària, cada estat emprava el seu propi dialecte, en monuments privats i públics, tant en afers d'interés intern o en els d'un caràcter més … interestatal, com ara en … tractats."
Els primers segles abans de la nostra era els dialectes geogràfics, com el koiné del nord-oest de Grècia, el koiné dòric i, és clar, el koiné àtic, acabaren per substituir-ne els més locals. El darrer en prengué el lloc dels altres en la parla popular ja durant els primers segles després d'iniciada la nostra era. Després de la divisió de l'Imperi Romà i el sorgiment de l'Imperi Romà d'Orient, la forma més antiga del grec modern ja existia. La distribució dialectal llavors era així:
- Grec àtic
  - Koiné
    - Medieval
      - Grec modern
        - Demòtic
        - Katharévussa

      - Ievànic
      - Grec xipriota
      - Grec cretenc
      - Griko salentino (amb possibles elements dòrics)

    - Grec pòntic
    - Grec capadoci
    - Romanogrec
    - Tzakònic?
- Grec dòric
  - Tzakònic?

Segons alguns lingüistes, el tzakònic seria l'únic dialecte grec modern que descendria del dòric, en comptes del koiné; altres creuen, però, que seria un descendent del lacònic local, una variant del koiné influenciada pel dòric. 